# Harmonville
För andra betydelser, se Harmonville (olika betydelser).
Harmonville är en kommun i departementet Vosges i regionen Grand Est (tidigare regionen Lorraine) i nordöstra Frankrike. Kommunen ligger i kantonen Coussey som tillhör arrondissementet Neufchâteau. År 2022 hade Harmonville 210 invånare.

## Befolkningsutveckling
Antalet invånare i kommunen Harmonville
| Referens: INSEE |